# Hypoplectrus guttavarius
Hypoplectrus guttavarius, tên thông thường là cá mú nhút nhát (tiếng Anh: Shy hamlet), là một loài cá biển thuộc chi Hypoplectrus trong họ Cá mú. Loài này được mô tả lần đầu tiên vào năm 1852.

## Phân bố và môi trường sống
H. guttavarius có phạm vi phân bố ở vùng biển Tây Bắc Đại Tây Dương. Loài cá này được tìm thấy ngoài khơi Florida Keys và từ Tuxpan, Mexico trong vịnh Mexico; dọc theo Trung Mỹ và Nam Mỹ, trải dài đến Santa Marta, Colombia và xung quanh các hòn đảo ngoài khơi Venezuela; H. guttavarius còn được quan sát ở xung quanh các đảo thuộc nhóm Antilles và Bahamas. H. guttavarius sống xung quanh các rạn san hô ở độ sâu khoảng từ 3 đến 30 m, có thể sống đơn độc hoặc bơi theo cặp ở gần đáy biển.

## Mô tả
Mẫu vật có chiều dài cơ thể lớn nhất ở H. guttavarius với kích thước được ghi nhận là khoảng 13 cm. Các loài Hypoplectrus là loài lưỡng tính, có thể xen kẽ "vai trò" của cá thể đực lẫn cá thể mái trong quá trình sinh sản. Đầu và vây có màu vàng; thân có màu nâu đậm, gần như đen. Hai bên mõm có đốm đen được viền màu xanh ánh kim. Trên má có những vệt đốm màu xanh lam sáng.
Số gai ở vây lưng: 10; Số tia vây mềm ở vây lưng: 14 - 17; Số gai ở vây hậu môn: 3; Số tia vây mềm ở vây hậu môn: 7; Số gai ở vây bụng: 1; Số tia vây mềm ở vây bụng: 5; Số vảy đường bên: 48 - 53; Số lược mang: 17 - 23.
Loài này hiếm khi được đánh bắt trong buôn bán cá cảnh.